# Stromboli
Stromboli este un vulcan activ și în același timp o insulă de origine vulcanică ce aparține Italiei, situată în nordul Siciliei având coordonatele geografice: 38.789°N, 15.213°E. 
Stromboli aparține, împreună cu insulele: Lipari, Salina, Vulcano, Panarea, Filicudi și Alicudi, de grupa Insulelor Eoliene (sinonim: Insulele Lipare) din Marea Tireniană, care are legătură cu Marea Mediterană . 

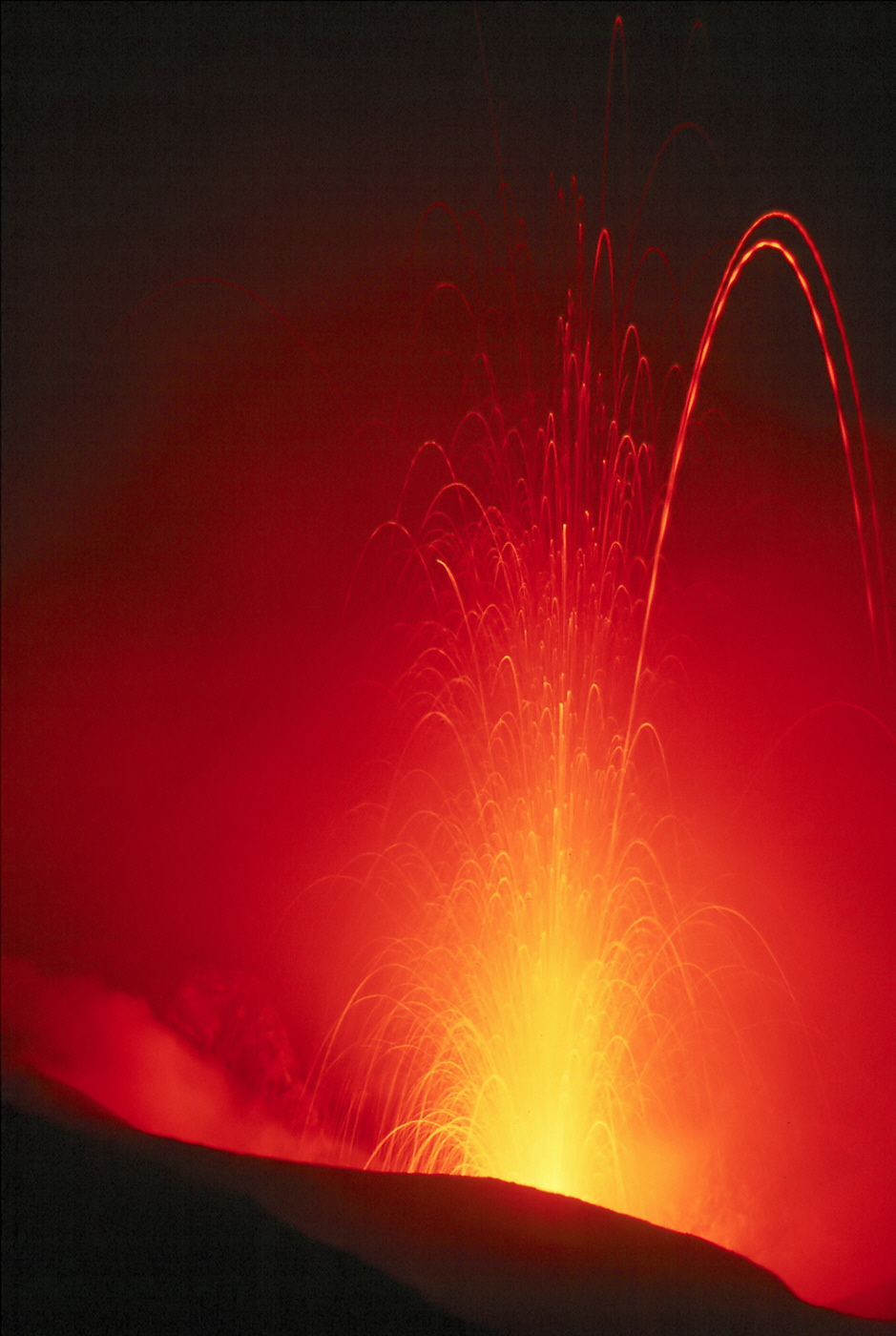
Erupție (1980)

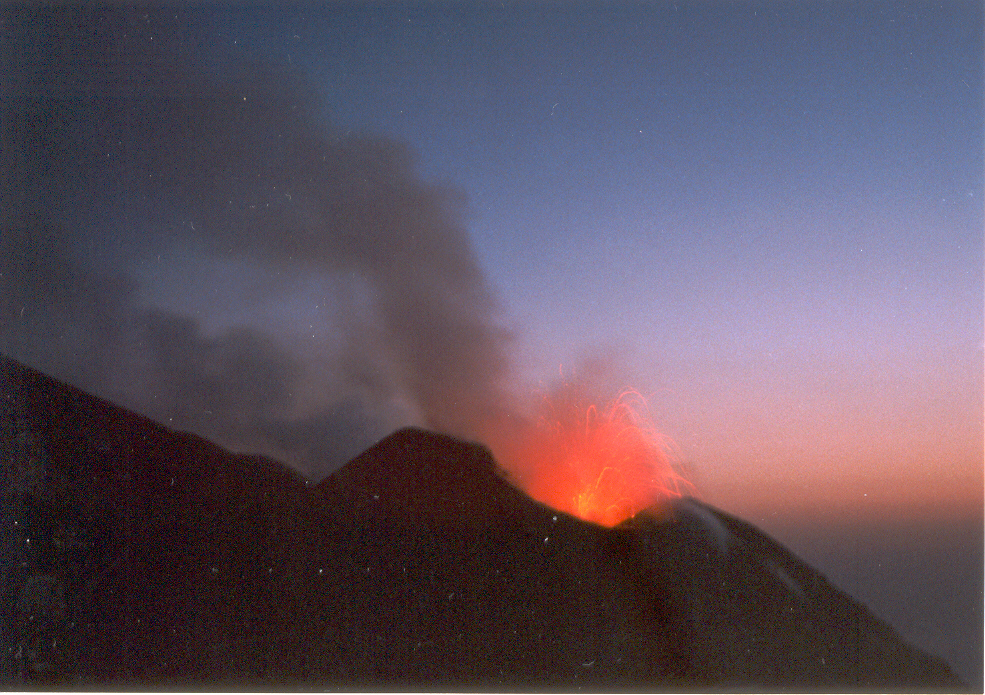
Erupție (1998)

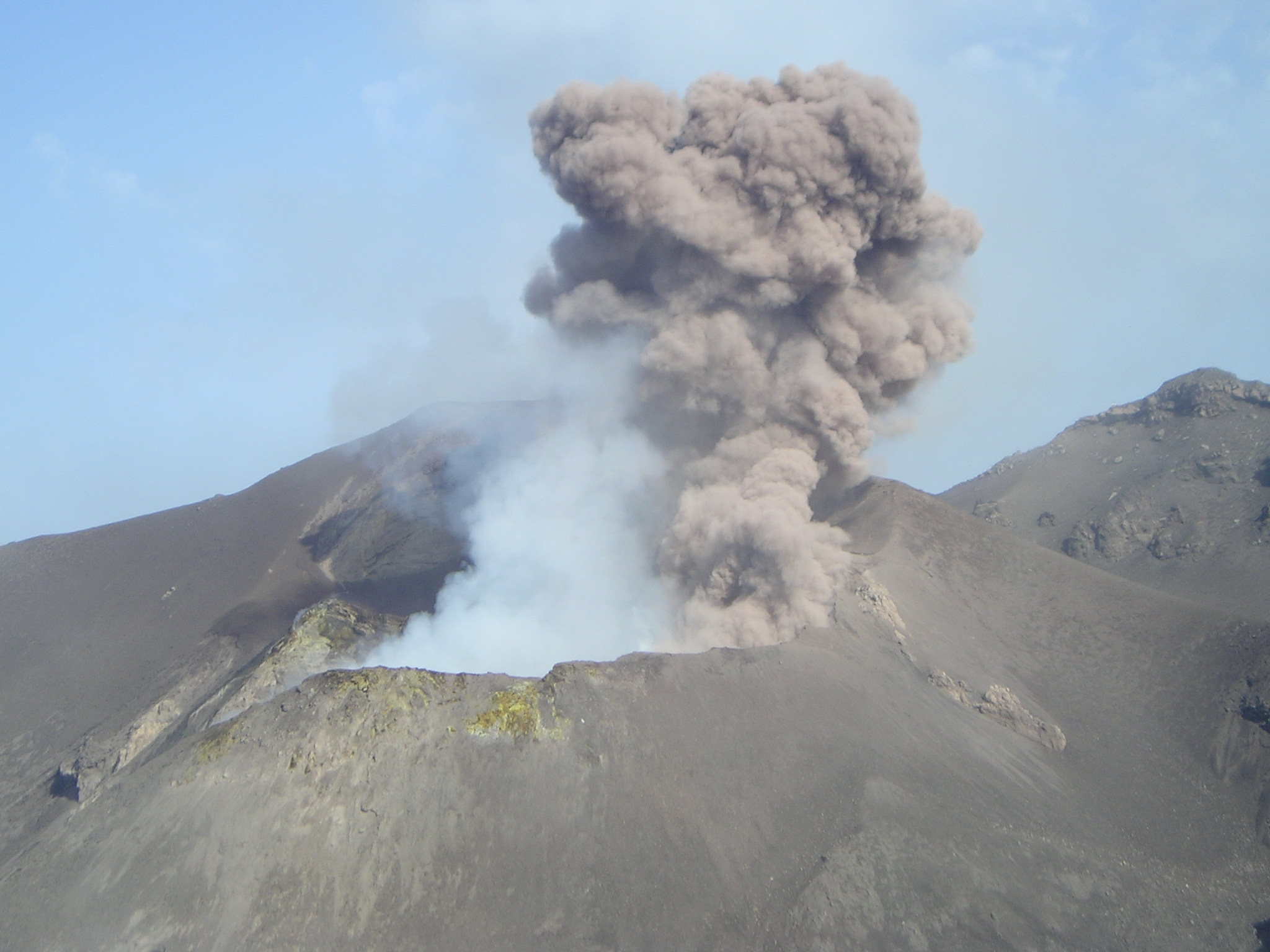
Erupție (2003)

Stromboli 3D

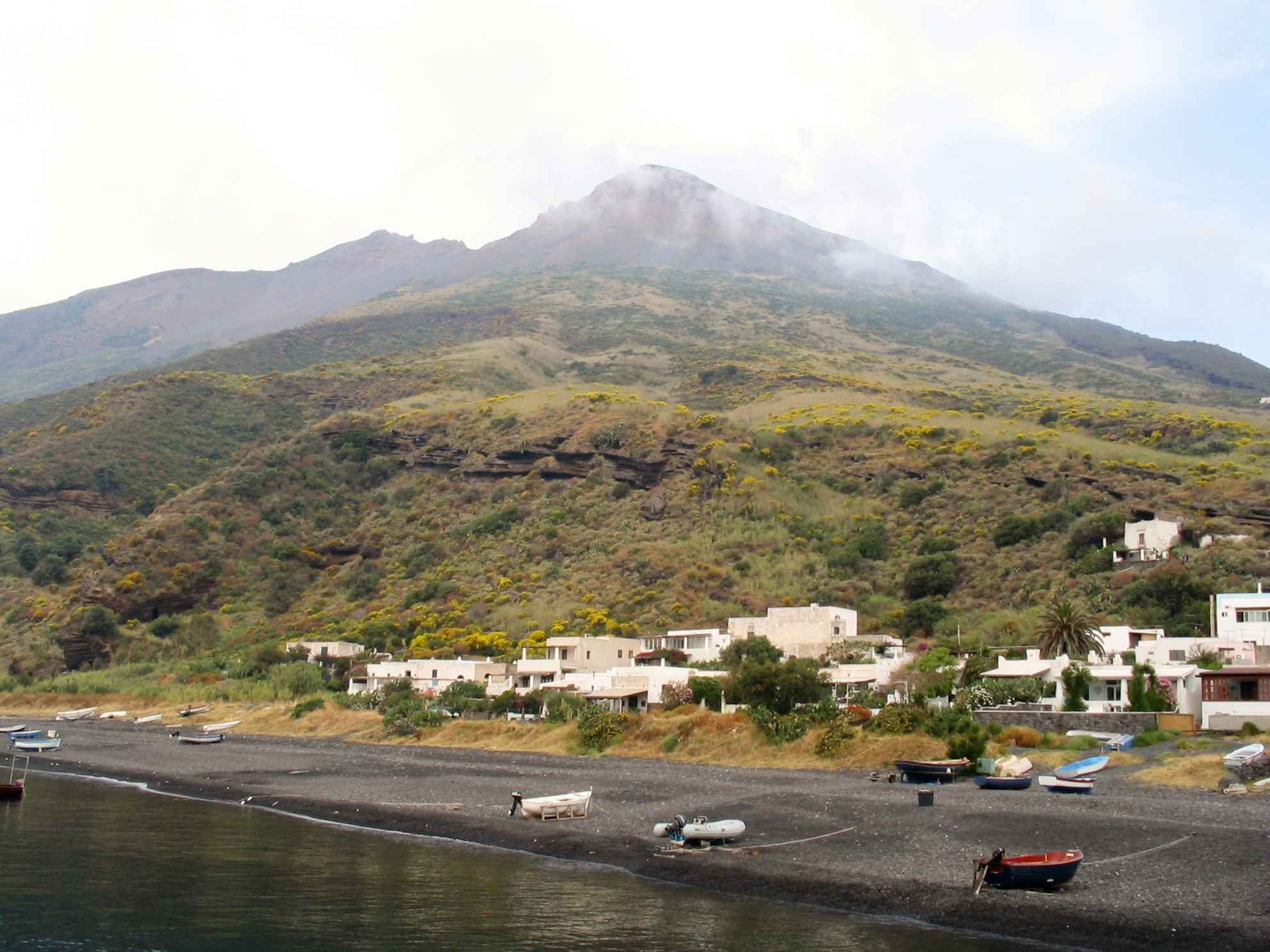
Satul

Înălțimea platformei insulare atinge altitudinea medie de 926 m, având o formă circulară. Conul vulcanului atinge înălțimea de 3000 m, suprafața insulei fiind de numai 12,6 km².

## Vulcanul Stromboli
Vulcanul Stromboli este una dintre atractiile fermecatoarei insule Stromboli situata la nord de Sicilia.  Vucanul are  2800 metri de pe fundul mării până la nivelul 0 al marii. Înălțimea măsurată de la nivelul 0 al mării e de doar 928m. Suprafața insulei este de numai 12,6 km². Vulcanul este faimos prin spectacolul impresionant de lumini ce sunt rezultatul eruptiilor explozive.
Vulcanul Stromboli a erupt aproape continuu de peste 2.000 de ani, ceea ce a făcut să fie supranumit "Farul Mediteranei". Erupțiile din craterele de vârf constau de obicei în explozii moderate, care durează doar câteva secunde, aruncând cenușa, fragmente de lavă incandescenta si blocuri litice la câteva sute de metri in aer, denumirea de erupții de tip strombolian venind tocmai de la acest vulcan.
Activitatea lui este aproape exclusiv explozivă, dar are și erupții efuzive (caracterizate prin curgeri de lava) - una fiind cea din 2002, prima de acest gen în 17 ani.
Stromboli este tot un stratovulcan compus din rânduri alternative de cenușă întărită, lavă si roci vulcanice, iar insula cu acelasi nume se extinde pe măsură ce vulcanul continuă să arunce lava.

## Legături externe
- Stromboli Online
- Photo gallery of Stromboli eruptions.
- Information about Stromboli and on its seismic monitoring network (italian)
- Live (30 min) Satellite Photo of Stromboli Arhivat în 10 martie 2013, la Wayback Machine.

http://www.ziare.com/magazin/fenomen/cei-mai-activi-5-vulcani-din-lume-galerie-foto-1113303